# 偉大なる夢
『偉大なる夢』（いだいなるゆめ）は、江戸川乱歩の書いた長編小説。
月刊雑誌『日の出』に、1943年11月から翌1944年12月まで連載された。乱歩が太平洋戦争中に、発表した唯一の長編である。

## 概要
雑誌予告に「防諜長編小説」、「国策小説」と銘打たれたとおり、戦時下の日本におけるアメリカ合衆国のスパイをめぐる作品であり、戦時下の国策が反映されているが、物語的には、誰が殺人犯か、スパイの首領かという謎と探査が骨子となっており、探偵小説（ミステリー小説）の形をとっている。
乱歩は戦前、『芋虫』が軍当局により全文削除を命じられたように、戦時下も引き続き、要注意執筆者のリストにあがっていたが、執筆できない暇をもてあましていたこともあって、町内の防空郡長をひきうけさせられた。その活動を乱歩は精力的に行い、1943年には大政翼賛会の支部事務長に任命されるまでにいたった。そんなとき、江戸川乱歩の筆名のまま、長編の執筆依頼が舞い込み、書かれたのがこの作品である。連載開始前には、憲兵、内務省、外務省、警視庁とも、打ち合わせが行われた。
戦後、乱歩は戦争に協力した国策小説として、この作品を単行本化しなかったが、乱歩の死後の1970年、講談社の全集の中にはじめておさめられた。
2023年、春陽堂より熊谷杯人による漫画化作品が出版されている。

## あらすじ
太平洋戦争中期。戦局の挽回を可能にする超高速航空機の設計が、そのエンジン理論の発明者、五十嵐博士の指揮のもと、長野県の山荘で、極秘のうちに始まった。しかしその情報を米大統領ルーズベルトはスパイF3号から受け取って知っていた。父の助手として設計所に同行している五十嵐博士のひとり息子新一は、ある日、怪しい影が煙突から出てくるのを目撃する。そのため陸軍は、明敏で誉れ高い憲兵、望月少佐を博士の護衛につける。しかし望月が来る前に、博士は何者かに刺され、重傷を負い、金庫に隠してあった基本設計ノートが奪われてしまう。指紋から東京のある奇人が逮捕されるが、ほかにも不審な人物があらわれ、それをつけた新一が井戸の中に放り込まれたりしているあいだに、ついに五十嵐博士は毒殺される。ホワイトハウスでは、ルーズベルトが、F3号から件の超高速エンジンの設計ノートを盗み、焼いたという報告を受けていた。
やがてアメリカの新型重爆撃機による日本本土空襲が開始され、博士の妻、新一の母の入院先も爆撃され、彼女は死す。その一か月余りあと、新一は望月にスパイのアジトを見つけたことを告げ、憲兵隊とともにそこの地下室を強襲、会議中のスパイ10人を捕縛する。しかし首領はその中にはいなかった。追ってその地下室にやって来た新一の恋人京子と新一の前で望月は、新一がその首領であり、新一が五十嵐博士を殺したのだと説明する。実は新一は、明治初期に日本に帰化したひとりのアメリカ人から数えて4代目のアメリカのスパイであったのだ。五十嵐博士は自分の子でない子を宿していることは承知のうえで新一の母と結婚し、生まれた子を自分の籍に入れたが、彼女が代々のスパイであることは知らなかった。しかし新一は、恋人京子の祖国への献身に感動するようになっており、そしてアメリカの爆撃で死んだ母の「アメリカへの忠誠は終わった。お前は今日から日本人になりさない」という最後の言葉がため、望月にこのアジトを教えることに決めたのだった。服毒して死んでいく新一に、望月は、最後の救いとなる事実を語る。五十嵐博士は実は生きている。君は父殺しなどしていなかった。そしてあの航空機は完成したのだと述べる。